# Hermann Glüsing

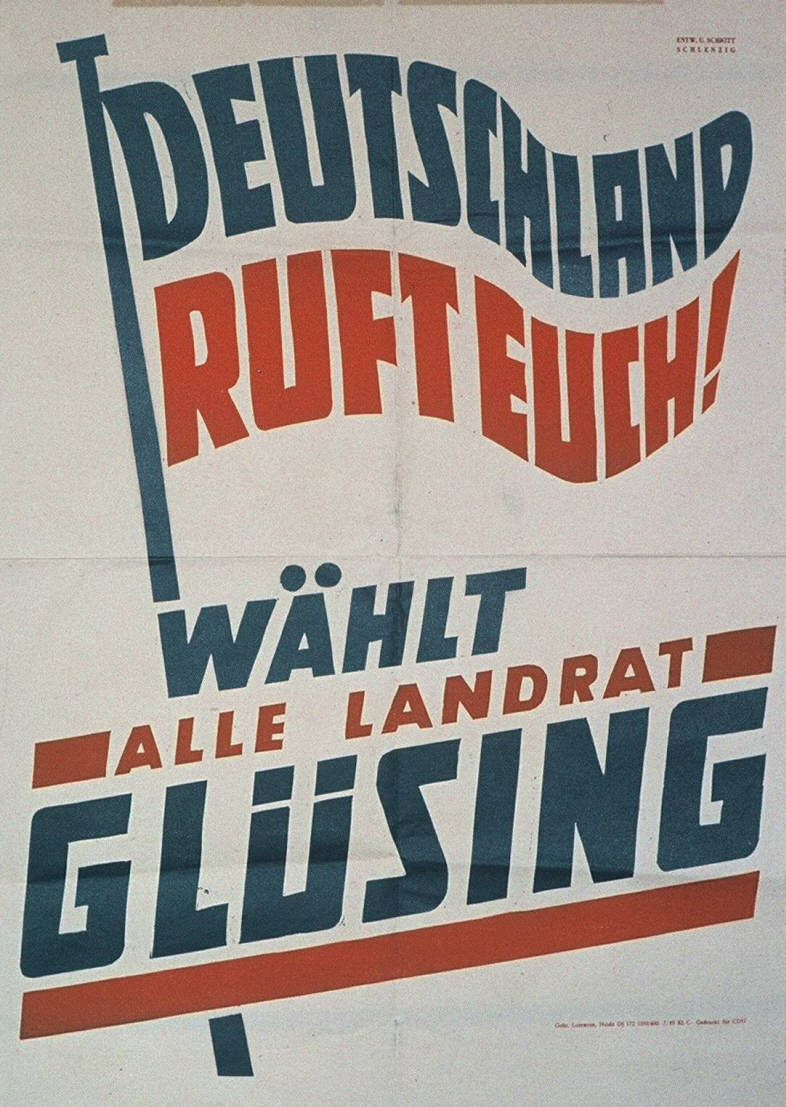
Kandidatenplakat Hermann Glüsings zur Bundestagswahl 1949

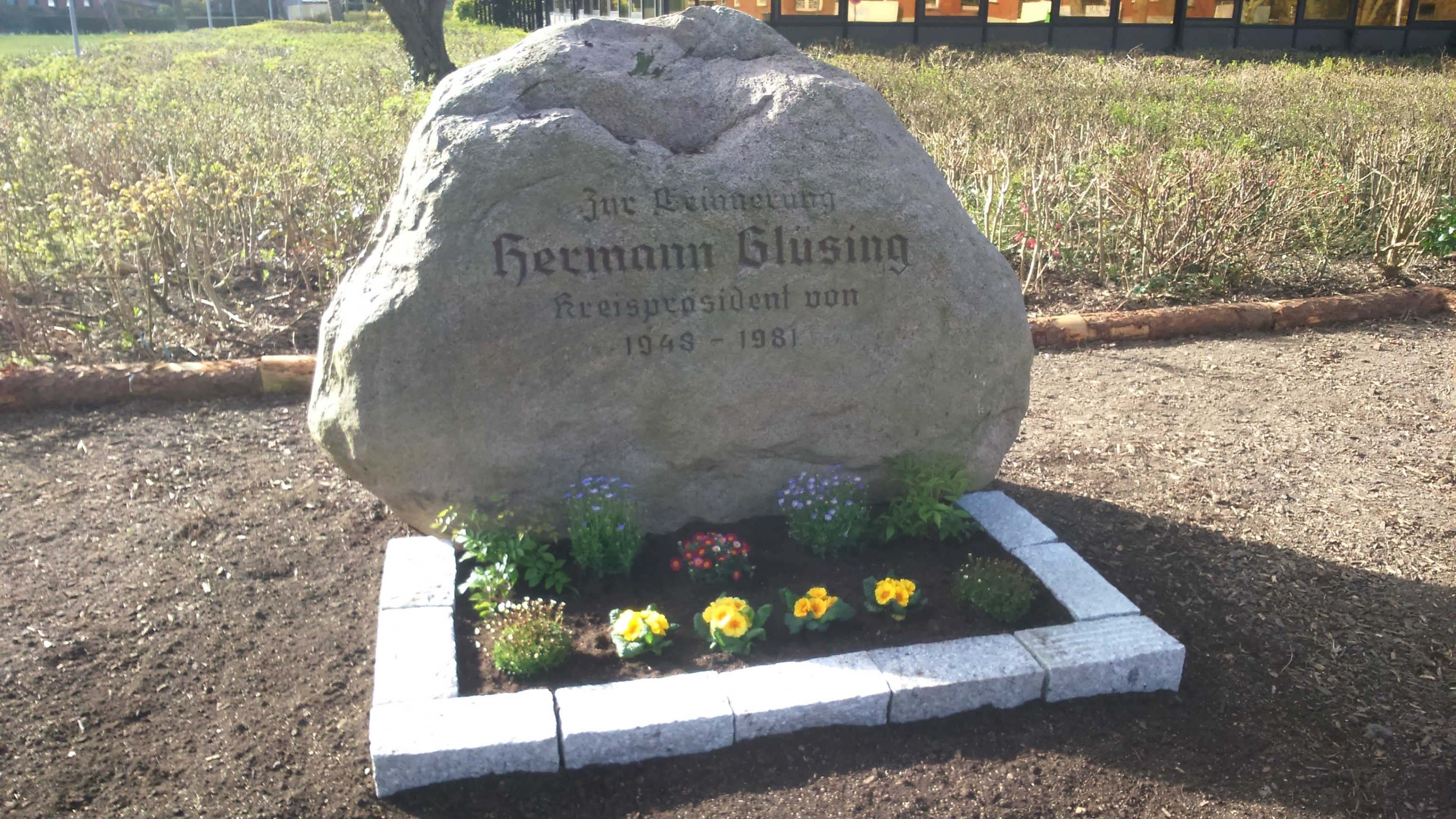
Gedenkstein in Heide (Holstein) (2015)

Hermann Glüsing (* 27. Oktober 1908 in Wrohm; † 25. September 1981 ebenda) war ein deutscher Landwirt und Politiker der CDU.

## Leben
Nach dem Besuch der Oberrealschule und einer landwirtschaftlichen Ausbildung war Glüsing, der evangelischen Glaubens war, seit 1937 selbständiger Landwirt. Von 1940 bis 1945 nahm er am Zweiten Weltkrieg als Soldat teil. Nach dem Kriege wurde er zum Kreisbauernvorsteher im Kreis Norderdithmarschen ernannt.
Glüsing trat 1926 dem „Jungstahlhelm“ bei. Am 1. September 1928 trat er in die NSDAP ein, erhielt die Mitgliedsnummer 28.921 und wurde gleichzeitig Mitglied der SA. 1933 wurde er aus der NSDAP und allen ihren Organisation ausgeschlossen. Ab 1945 war er CDU-Mitglied.
Hermann Glüsing war von 1949 bis 1972 Mitglied des Deutschen Bundestages. Er ist stets als direkt gewählter Abgeordneter des Wahlkreises Norder- und Süderdithmarschen bzw. seit 1965, nach der Neuordnung der schleswig-holsteinischen Wahlkreise, des Wahlkreises Husum in den Bundestag eingezogen.
Glüsing war auch Kreistagsabgeordneter, erst im Kreis Norderdithmarschen und nach der Kreisreform im neuen Kreis Dithmarschen. Vom 11. Mai 1970 bis zu seinem Tod war er Kreispräsident in Dithmarschen, nachdem er zuvor schon seit 1950 das gleiche Amt in Norderdithmarschen ausgeübt hatte.
Vom 16. November 1948 bis 13. April 1950 war Glüsing Landrat des damaligen Kreises Norderdithmarschen.

## Ehrungen
- 1969: Großes Verdienstkreuz der Bundesrepublik Deutschland
- 1980: Großes Verdienstkreuz mit Stern der Bundesrepublik Deutschland

## Veröffentlichungen
- Hermann Glüsing: Dor warr ik mi um kümmern. Mit einem Vorwort von Gerhard Stoltenberg, Heide, 1976.